# Oberrohrdorf
Oberrohrdorf is een gemeente en plaats in het Zwitserse kanton Aargau en maakt deel uit van het district Baden.
Oberrohrdorf telt 3.983 inwoners.